# Saint-Sébastien (Isère)
Saint-Sébastien era una comuna francesa situada en el departamento de Isère, de la región de Auvernia-Ródano-Alpes, que el 1 de enero de 2017 pasó a ser una comuna delegada de la comuna nueva de Châtel-en-Trièves al fusionarse con la comuna de Cordéac.

## Demografía
| Gráfica de evolución demográfica de Saint-Sébastien entre 1800 y 2014 |
|                                                                       |

Los datos demográficos contemplados en este gráfico de la comuna de Saint-Sébastien se han cogido de 1800 a 1999 de la página francesa EHESS/Cassini, y los demás datos de la página del INSEE.